# Hoppenstand Motors
Die Hoppenstand Motors, Inc. war ein US-amerikanischer Automobilhersteller, der 1949 und 1950 in Greenville (Pennsylvania) ansässig war.
Der Hoppenstand war ein zweisitziger Kleinwagen, dessen Fahrgestell 2286 mm Radstand besaß und dessen Aluminiumkarosserie in drei Ausführungen zu haben war: als Roadster, als Cabriolet und als Coupé mit jeweils zwei Türen. Zum Antrieb diente ein Zweizylindermotor eigener Fertigung, dessen Kraft über eine hydraulische Kupplung und ein hydraulisches Getriebe an die Hinterräder weitergeleitet wurde. Die Höchstgeschwindigkeit des Sparautomobils lag bei 80 km/h.